# Lista de prefeitos de Dirceu Arcoverde
Constam a seguir os nomes dos governantes eleitos no município de Dirceu Arcoverde, criado pela Lei Estadual n.º 3.701 de 30 de dezembro de 1979 sancionada pelo governador Lucídio Portela e que foi instalado em 1º de fevereiro de 1983.

## Prefeitos de Dirceu Arcoverde
| Ordem  | Lista de prefeitos do município | Partido | Início do mandato       | Fim do mandato         | Cidade onde nasceu  | Unidade federativa | Notas      | Referências |
| ------ | ------------------------------- | ------- | ----------------------- | ---------------------- | ------------------- | ------------------ | ---------- | ----------- |
| 1º     | Olímpio Dias dos Passos         | PDS     | 1º de fevereiro de 1983 | 31 de dezembro de 1988 | São Raimundo Nonato | Piauí              | [ nota 1 ] |             |
| 2º     | Hipólito Miguelino Braga        | PFL     | 1º de janeiro de 1989   | 31 de dezembro de 1992 | Dirceu Arcoverde    | Piauí              |            |             |
| 3º     | Ruival Barreira de Aguiar       | PTB     | 1º de janeiro de 1993   | 31 de dezembro de 1996 |                     |                    |            |             |
| 4º     | José Walter Barroso de Carvalho | PTB     | 1º de janeiro de 1997   | 31 de dezembro de 2000 |                     |                    |            |             |
| 5º     | Francisco de Castro Ribeiro     | PMDB    | 1º de janeiro de 2001   | 31 de dezembro de 2004 | São Raimundo Nonato | Piauí              | [ nota 2 ] |             |
| 5º     | Francisco de Castro Ribeiro     | PMDB    | 1º de janeiro de 2005   | 31 de dezembro de 2008 | São Raimundo Nonato | Piauí              |            |             |
| 6º     | Alcides Lima de Aguiar          | PP      | 1º de janeiro de 2009   | 31 de dezembro de 2012 | São Raimundo Nonato | Piauí              |            |             |
| 7º     | Carlos Gomes de Oliveira        | PR      | 1º de janeiro de 2013   | 31 de dezembro de 2016 | São Raimundo Nonato | Piauí              | [ nota 3 ] |             |
| 7º     | Carlos Gomes de Oliveira        | PSB     | 1º de janeiro de 2017   | 31 de dezembro de 2020 | São Raimundo Nonato | Piauí              |            |             |
| 8º     | Reginaldo de Oliveira Gomes     | PP      | 1º de janeiro de 2021   | 5 de setembro de 2023  | São Raimundo Nonato | Piauí              | [ nota 4 ] | [ 4 ] [ 5 ] |
| 9º     | Francisco Carlos da Mota        | REP     | 13 de setembro de 2023  | 31 de dezembro de 2024 | São Raimundo Nonato | Piauí              |            | [ 6 ]       |
| 10º    | Walace Ramon Café e Silva       | MDB     | 1° de janeiro de 2025   | Atualidade             | São Raimundo Nonato | Piauí              |            | [ 7 ]       |
| Fonte: |                                 |         |                         |                        |                     |                    |            |             |

## Vice-prefeitos de Dirceu Arcoverde
| Ordem  | Lista de vice-prefeitos do município | Partido    | Início do mandato       | Fim do mandato         | Cidade onde nasceu  | Unidade federativa | Notas      | Referências |
| ------ | ------------------------------------ | ---------- | ----------------------- | ---------------------- | ------------------- | ------------------ | ---------- | ----------- |
| 1º     | Manoel Alves de Santana Neto         | PDS        | 1º de fevereiro de 1983 | 31 de dezembro de 1988 |                     |                    |            |             |
| 2º     | Jesus Amâncio Ribeiro                | PFL        | 1º de janeiro de 1989   | 31 de dezembro de 1992 |                     |                    |            |             |
| 3º     | Não disponível                       | [ nota 5 ] | 1º de janeiro de 1993   | 31 de dezembro de 1996 |                     |                    |            |             |
| 4º     | Osvaldo Alves de Santana             | PFL        | 1º de janeiro de 1997   | 31 de dezembro de 2000 |                     |                    |            |             |
| 5º     | Acácio Paulo dos Santos              | PSB        | 1º de janeiro de 2001   | 31 de dezembro de 2004 |                     |                    |            |             |
| 6º     | Marleide Amorim Gonçalves            | PMDB       | 1º de janeiro de 2005   | 31 de dezembro de 2008 | São Raimundo Nonato | Piauí              |            |             |
| 7º     | Francisco Carlos da Mota             | PDT        | 1º de janeiro de 2009   | 31 de dezembro de 2012 | São Raimundo Nonato | Piauí              |            |             |
| 8º     | Marconis Ribeiro Galvão              | PDT        | 1º de janeiro de 2013   | 31 de dezembro de 2016 | São Raimundo Nonato | Piauí              | [ nota 3 ] |             |
| 9º     | Maria de Fátima da Silva             | PSD        | 1º de janeiro de 2017   | 31 de dezembro de 2020 | São Raimundo Nonato | Piauí              |            |             |
| 10º    | Francisco Carlos da Mota             | REP        | 1º de janeiro de 2021   | 5 de setembro de 2023  | São Raimundo Nonato | Piauí              |            | [ 6 ]       |
| -      | Cargo vago                           | -          | 13 de setembro de 2023  | 31 de dezembro de 2024 | -                   | -                  |            | [ 6 ]       |
| 11º    | Cardimel Gomes Oliveira              | MDB        | 1° de janeiro de 2025   | Atualidade             | São Raimundo Nonato | Piauí              |            | [ 7 ]       |
| Fonte: |                                      |            |                         |                        |                     |                    |            |             |

## Vereadores de Dirceu Arcoverde
Relação ordenada conforme o número de mandatos exercidos por cada vereador a partir do ano de sua primeira eleição, observado sempre que possível a ordem alfabética.
| Raimundo Ribeiro Galvão           | 06 | 1982, 1988, 1992, 1996, 2000, 2004 | São Raimundo Nonato | Piauí |
| Gilmar Ribeiro da Silva           | 06 | 1992, 1996, 2000, 2004, 2008, 2012 | São Raimundo Nonato | Piauí |
| Sidney Alves de Santana           | 05 | 2004, 2008, 2012, 2016, 2020       | São Raimundo Nonato | Piauí |
| Francisco da Paixão Silva         | 04 | 1992, 1996, 2004, 2008             | São Raimundo Nonato | Piauí |
| Maria de Fátima da Silva          | 04 | 2000, 2004, 2008, 2012             | São Raimundo Nonato | Piauí |
| José Divino Ribeiro da Silva      | 03 | 1988, 1992, 1996                   |                     |       |
| Adilson Gomes dos Santos          | 03 | 1996, 2000, 2004                   | São Raimundo Nonato | Piauí |
| Jânio Cleôncio Paes Ribeiro       | 03 | 1996, 2000, 2004                   | São Raimundo Nonato | Piauí |
| Reginaldo de Oliveira Gomes       | 03 | 2008, 2012, 2016                   | São Raimundo Nonato | Piauí |
| Luciano Ribeiro da Silva          | 03 | 2012, 2016, 2020                   | São Raimundo Nonato | Piauí |
| Rodolfo França Galvão Segundo     | 03 | 2012, 2016, 2020                   | São Raimundo Nonato | Piauí |
| Suely dos Passos Soares           | 03 | 2012, 2016, 2020                   | São Raimundo Nonato | Piauí |
| Antônio Santana Pamplona          | 02 | 1982, 1988                         |                     |       |
| Jesus Calixto dos Santos          | 02 | 1982, 1988                         |                     |       |
| Vitório Rosa da Mota              | 02 | 1982, 1988                         |                     |       |
| Manoel Paulo da Silva             | 02 | 1988, 1992                         |                     |       |
| Manoel Messias da Rocha           | 02 | 1992, 1996                         |                     |       |
| Salvador de Macedo Alves          | 02 | 1992, 2008                         | São Raimundo Nonato | Piauí |
| Luiz Ribeiro Soares               | 02 | 1996, 2000                         |                     |       |
| Maria de Lourdes da Silva Galvão  | 02 | 2004, 2008                         | São Raimundo Nonato | Piauí |
| Mariano Mota da Rocha             | 02 | 2008, 2012                         | São Raimundo Nonato | Piauí |
| Abi Baldoino de Castro            | 02 | 2012, 2016                         | Dirceu Arcoverde    | Piauí |
| Aquiles da Silva Ribeiro          | 02 | 2016, 2020                         | São Raimundo Nonato | Piauí |
| José Isael Ferreira da Silva      | 02 | 2016, 2020                         | São Raimundo Nonato | Piauí |
| Catarino Gomes dos Santos         | 01 | 1982                               |                     |       |
| Hipólito Miguelino Braga          | 01 | 1982                               | Dirceu Arcoverde    | Piauí |
| Raimundo Pereira de Santana       | 01 | 1982                               |                     |       |
| Dorival Ribeiro Soares            | 01 | 1988                               |                     |       |
| João Campos Braga                 | 01 | 1988                               |                     |       |
| Litercílio de Lima Macedo         | 01 | 1988                               | São Raimundo Nonato | Piauí |
| Ivonete Baldoino de Castro Rocha  | 01 | 1992                               |                     |       |
| Osvaldo Alves de Santana          | 01 | 1992                               |                     |       |
| Celina Alves de Santana Passos    | 01 | 1996                               |                     |       |
| Maria de Jesus Oliveira Rodrigues | 01 | 2000                               | São Raimundo Nonato | Piauí |
| Marinaldo Mota da Rocha           | 01 | 2000                               |                     |       |
| Vitória Carlos Mota da Silva      | 01 | 2000                               |                     |       |
| Manoel Ibiapino Rodrigues         | 01 | 2004                               | Paulistana          | Piauí |
| Helena Olga Paes Sousa            | 01 | 2008                               | São Raimundo Nonato | Piauí |
| José Américo da Mata Sousa        | 01 | 2016                               | São Raimundo Nonato | Piauí |
| Jilvonete Pereira de Brito        | 01 | 2020                               | São Raimundo Nonato | Piauí |
| Luciana Barbosa Oliveira          | 01 | 2020                               | Dirceu Arcoverde    | Piauí |
| Manoel Santana Dias               | 01 | 2020                               | Dirceu Arcoverde    | Piauí |
| Fonte:                            |    |                                    |                     |       |